# Бас Овсій Кіндратович
Євсевій (Овсій) Кіндратович Бас (1869 — ?, після 1915) — селянський депутат II Державної думи від Волинської губернії.

## Біографія
Православний, селянин містечка Деражне Деражанської волості Рівненського повіту.
Закінчив народне училище. Займався хліборобством (півдесятини надільної землі).
6 лютого 1907 року обраний у II Державну думу від загального складу виборщиків Волинського губернських виборчих зборів. Входив до фракції «Союзу 17 жовтня» та групи правих і поміркованих.
Підписав заяву групи поміркованих селян із аграрного питання.

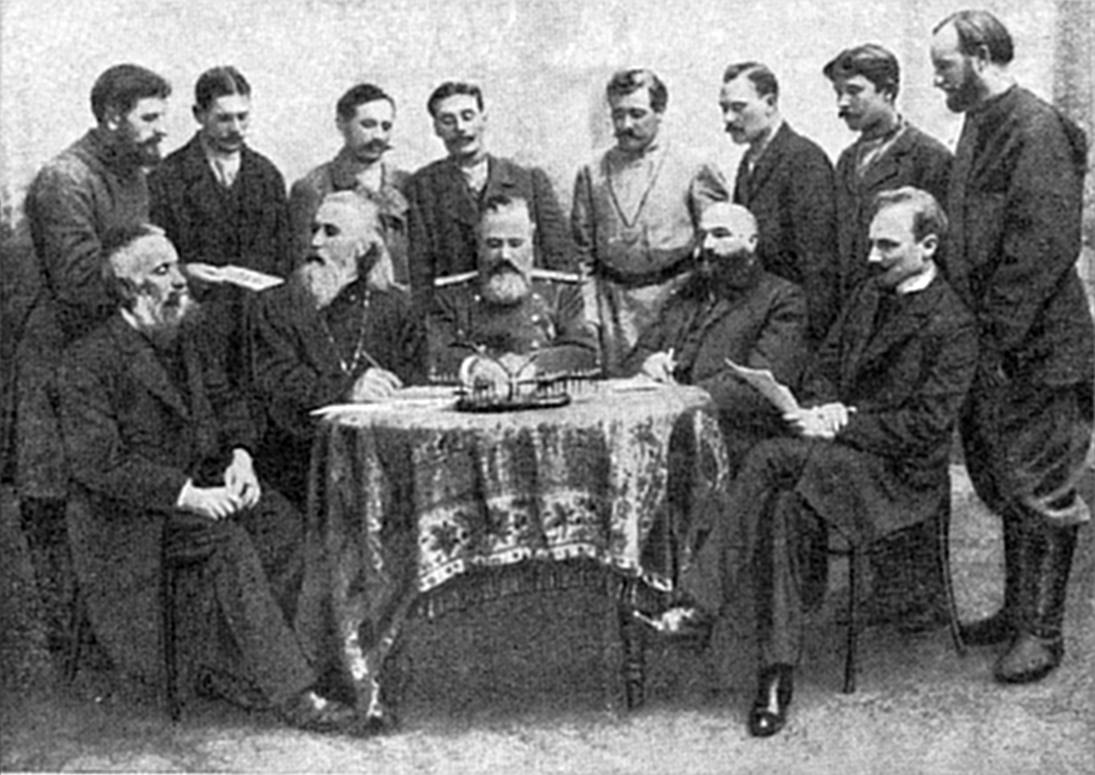
Члени 2-ї Державної думи від Волинської губернії. Сидять: І. Ф. Дрбоглав, Д. І. Герштанський, Г. Є. Рейн, Г. М. Бєляєв, В. В. Шульгін ; Стоять: П. С. Васюхнік, Є. К. Бас, А. Ф. Коренчук, І. С. Ющук, В. С. Калішук, М. Ф. Гаркавий, М. А. Ігнатюк, М. М. Никончук

Брав участь у депутації правих думців-селян, які мали честь аудієнції Миколи II 14 квітня 1907 року.
Після третього червня перевороту підписав телеграму на ім'я імператора з вдячністю за розпуск Думи і зміну виборчого закону.
У Першу світову війну був волосним старшиною. Доля після 1915 року невідома.